# Dulce Fernandes
Dulce Fernandes (* in Angola) ist eine portugiesische Regisseurin. Sie lebt in New York und Lissabon.

## Leben
Dulce Fernandes wurde in der damaligen portugiesischen Kolonie Angola geboren und verließ das Land mit ihrer Familie nach der angolanischen Unabhängigkeit 1975.
Sie studierte Fotografie am Ar.Co (Centro de Arte e Comunicação Visual) in Lissabon und Film am School of the Art Institute of Chicago und an der Internationalen Hochschule für Film und Fernsehen in Kuba, zudem Internationale Beziehungen an der Sozial- und Politikwissenschaftlichen Fakultät der Technischen Universität Lissabon mit einem Master am City College of New York.
Ihren ersten Film stellte sie 2011 mit Cartas de Angola fertig. Der Dokumentarfilm beschäftigt sich mit den Erinnerungen von Kubanern an ihre Einsätze im angolanischen Bürgerkrieg zwischen 1975 und 1991 und stellt sie den Erinnerungen ihrer eigenen Familie gegenüber, die Angola nach der Unabhängigkeit 1975 hinter sich ließen.
Der Film hatte am 22. Oktober 2011 beim Doclisboa-Filmfestival in Lissabon Premiere, kam am 17. Mai 2012 in die portugiesischen Kinos und wurde danach als DVD von der Produktionsgesellschaft Real Ficção veröffentlicht. 2013 war Fernandes für ihren Film bei den portugiesischen Filmpreisen Prémios Sophia in der Kategorie bester Dokumentarfilm nominiert.